# 子耳彝族乡
子耳彝族乡，是中华人民共和国四川省甘孜藏族自治州九龙县下辖的一个乡镇级行政单位。

## 行政区划
子耳彝族乡下辖以下地区：
苗子坪村、杜公村、万年村、麻窝村和银厂湾村。